# Амескоа-Баха
Амескоа-Баха (ісп. Améscoa Baja) — муніципалітет в Іспанії, у складі автономної спільноти Наварра. Населення — 811 осіб (2009).
Муніципалітет розташований на відстані близько 290 км на північний схід від Мадрида, 40 км на захід від Памплони.
На території муніципалітету розташовані такі населені пункти: (дані про населення за 2009 рік)
- Артаса: 161 особа
- Бакедано: 143 особи
- Баріндано: 95 осіб
- Екала: 47 осіб
- Гольяно: 42 особи
- Сан-Мартін-де-Амескоа: 78 осіб
- Урра: 4 особи
- Судайре: 241 особа

## Демографія
Динаміка населення (INE ):

## Галерея зображень

Розташування муніципалітету